# Rivalry and War
Rivalry and War è un cortometraggio muto del 1914 diretto da Wallace Beery.

## Produzione
Il film fu prodotto dalla Essanay Film Manufacturing Company.

## Distribuzione
Distribuito dalla General Film Company, il film - un cortometraggio di una bobina - uscì nelle sale cinematografiche USA il 26 ottobre 1914.